# محمد حليم
محمد حليم (2 يناير 1977 مصر مصر - ) هو لاعب كرة قدم مصري لعب في موقعلاعب وسط. يعمل منذ نوفمبر 2021 مديرا فنيا لنادي القناة.